# Thomas Hugues
Pour les articles homonymes, voir Thomas Hugues (homonymie).
Thomas Hugues, né le 11 mai 1966 à Versailles, est un journaliste français, animateur de radio sur RTL depuis 2014.
Il a aussi une carrière à la télévision comme animateur, d'abord sur TF1, puis sur I-télé, France 5, B SMART et Public Sénat. Il a été aussi producteur de télévision.

## Carrière

### Formation
Après avoir étudié au lycée Saint-Joseph de Tivoli, Thomas Hugues intègre l'Institut d'études politiques de Bordeaux en 1983. Au cours de sa scolarité, il effectue un stage au quotidien Sud Ouest. En 1987, il entre à l'École supérieure de journalisme de Lille.

### TF1 (années 1990)
En 1989, Thomas Hugues intègre le service « Société et reportages » de la rédaction de TF1. En novembre 1994, il se voit confier la présentation des journaux du matin sur la chaîne d'information en continu LCI, de 6 h à 10 h. La même année, il devient le joker de Jean-Pierre Pernaut à la présentation du journal de 13 h de TF1. En octobre 1997, il est promu chef des informations à la direction des reportages.
En 1998, toujours sur TF1, il remplace Claire Chazal aux journaux du week-end. En 1999, il présente aussi un week-end de mobilisation 48 h contre le Sida, ainsi que Défense d'entrer, avec Valérie Bénaïm, un magazine diffusé en première partie de soirée et qui permet de découvrir des lieux normalement interdits au public. Le 31 décembre 1999, en compagnie de son épouse, Laurence Ferrari, il co-anime en direct sur TF1 La nuit du Millénium.
À partir de 2000, il coprésente sur TF1 l'émission Sept à huit, dont il devient rédacteur en chef, avec Laurence Ferrari. Le magazine diffusé tous les dimanches soir de 19 h à 20 h est récompensé d'un 7 d'or le 3 novembre 2003.
De juillet 2002 à juillet 2006, Thomas Hugues est le joker de Patrick Poivre d'Arvor au journal de 20 heures sur TF1, le journal le plus regardé d'Europe, jusqu'à l'arrivée sur la chaîne d'Harry Roselmack.
En février 2006, il présente avec son épouse  une nouvelle émission en première partie de soirée, intitulée Les 60 images qui ont marqué les Français, qui dévoile les résultats d'un sondage BVA sur les soixante images les plus représentatives de l'actualité de ces cinquante dernières années.
Mi-juin 2006, TF1 annonce la démission de Thomas Hugues. L'intéressé rétorque qu'il a été licencié et engage une action pour prendre acte de la rupture du contrat de travail qui le liait à la chaîne. À partir de septembre 2006, il aurait dû présenter cette émission[Laquelle ?] avec Anne-Sophie Lapix, à la suite du départ de son épouse sur Canal+. Il aurait également dû continuer à présenter une nouvelle émission, Documents inédits (dont le premier numéro diffusé le 23 mai 2006 est consacré à la première greffée du visage).
En septembre 2006, il crée la société de production Story Box Press avec Laurence Ferrari et Lorraine Willems.

### I-Télé et production (2006-2008)
À la rentrée de septembre 2006, Thomas Hugues rejoint la chaîne d'information en continu i>Télé pour présenter l'émission 1 h 30 chrono, du lundi au vendredi de 18 h à 19 h 30. À partir de janvier 2007, l'émission n'est plus programmée que du lundi au jeudi et Thomas Hugues coprésente, à la place de Laurent Bazin, Le Franc-Parler, une interview politique en partenariat avec France Inter et Le Monde.
À partir de septembre 2007, il présente également Ça chauffe, une émission hebdomadaire dédiée à l'environnement et au développement durable sur i>Télé. Enfin, il a présenté sur i>Télé les soirées électorales de 2007 et de 2008.
Parallèlement, il produit et anime une fois par mois les 13e soir sur la chaîne 13e rue.

### France Télévisions et RTL (2008-2020)
En juillet 2008, Thomas Hugues quitte i>Télé pour se « consacrer à sa société de production » ainsi que 13e rue. En septembre 2008, il rejoint la chaîne publique France 5 pour présenter chaque semaine Médias, le magazine, un magazine sur l'actualité des médias,.
À l'été 2011, tout en poursuivant son magazine sur France 5, Thomas Hugues rejoint la nouvelle chaîne de la Ligue de football professionnel, CFoot, pour présenter un magazine, Culture Foot'.
En 2013, il participe à Toute la télé chante pour sidaction sur France 2.
En septembre 2014, il arrive sur RTL pour présenter La curiosité est un vilain défaut, émission qu'il co-anime quotidiennement avec Sidonie Bonnec. À la fin de saison 2020, RTL décide d'arrêter cette émission.

### Passage sur L'Équipe puis retour à CNews (2016-2020)
Après l'arrêt de son émission Médias, le mag sur France 5 en juin 2016, Thomas Hugues rejoint, au début de 2017, la chaîne L'Équipe où il présente à partir du  1er février L'Équipe Vintage, entre 20 h 50 et 22 h 30, entouré de consultants. Ce programme permet de revoir des matchs ou moments d'anthologie dans le sport (football, rugby, cyclisme, boxe, etc). Durant la Coupe du monde de football 2018, il présente l'émission L'équipe de Thomas, diffusées au cours d'une dizaine de soirée de minuit à 1 h 0, pour aborder les enjeux géopolitiques et sociétaux de l'évènement.
Début 2019, il revient sur I-Télé, devenue nommée CNews, où il reprend les commandes de la tranche 16h/18h composée des émissions Ça se comprend et Ça se dispute. Son émission précède celle de Laurence Ferrari, la retrouvant ainsi à l'écran treize ans après leurs années TF1. Il quitte la chaîne en 2020.

### B Smart TV puis Public Sénat (depuis 2020)
En septembre 2020, Thomas Hugues rejoint la nouvelle chaîne d'information économique B Smart TV créée par Stéphane Soumier pour y présenter l’émission quotidienne Smart Impact, l’émission hebdomadaire Smart Futur et l’émission Écosystèmes .
Depuis septembre 2021, il anime Sens Public sur la chaîne Public Sénat.

## Vie personnelle
En octobre 1993, Thomas Hugues se marie avec la journaliste Laurence Ferrari : ils ont deux enfants, Baptiste (1993) et Laëtitia (1995). Ils divorcent en octobre 2007 mettant fin à une vie de couple médiatisée. Il se remarie le 1er avril 2011 à Isabelle Roche, productrice chez Endemol.

## Engagements
Depuis 2003, il est le parrain de l'association nationale de l'Œuvre des Pupilles pour les Orphelins des sapeurs-pompiers de France . De plus, depuis 2019 il est également parrain du Festival ODP Talence, au profit des orphelins des sapeurs-pompiers de France.
En janvier 2011, il est intronisé « Chevalier des Embrasseurs du Fin Goulot » de Montagny-lès-Buxy, petit village de Saône-et-Loire en Bourgogne, célèbre pour la qualité de son vin blanc.

## Résumé de carrière

### Journaliste ou présentateur à la télévision
- Novembre 1994 sur LCI : journaux du matin sur la chaîne d'information en continu
- 1994 à 1998 sur TF1 : journal de 13 heures de la semaine, joker de Jean-Pierre Pernaut
- 1998 à 2002 sur TF1 : journal du week-end 20 heures de TF1, joker de Claire Chazal
- 1999 sur TF1 : 48 h contre le Sida
- 1999 sur TF1 : Défense d'entrer avec Valérie Bénaïm
- 31 décembre 1999 sur TF1 : La nuit du Millenium avec Laurence Ferrari
- 2000 à 2006 sur TF1 : Sept à huit avec Laurence Ferrari (7 d'or du meilleur magazine d'actualité ou de débat en 2001 et en 2003)
- Juillet 2002 à juin 2006 sur TF1 : journal de 20 h la semaine, joker de Patrick Poivre d'Arvor
- Février 2006 sur TF1 : Les 60 images qui ont marqué les Français avec Laurence Ferrari
- De septembre 2006 à juillet 2008 sur i>Télé : 1 h 30 chrono
- De 2006 à 2008 sur 13e rue
- De janvier 2007 à juillet 2008 sur i>Télé : Le Franc-Parler
- De septembre 2008 à juin 2016  sur France 5 : Médias, le magazine
- (février 2017-2018) , sur L'Équipe : L'Équipe Vintage
- Durant la Coupe du monde de football 2018 sur L'Équipe : L'équipe de Thomas
- De 2019 à 2020  sur CNews : Ça se comprend, Ça se dispute, Soir Info
- Depuis  septembre 2020 , sur Bsmart : Smart Impact
- Depuis septembre 2021, sur Public Sénat : Sens public

### Producteur à la télévision
Depuis 2006, associé avec son ex-épouse Laurence Ferrari et Lorraine Willems, au sein de Story Box Press, il produit des émissions :
- Dimanche + diffusé sur Canal +.
- Ça chauffe ! diffusé sur i>Télé jusqu'en juillet 2008.
- 13e soir diffusé sur 13e rue.

et des reportages pour :
- Jeudi investigation diffusé sur Canal+.
- 66 minutes diffusé sur M6.
- Capital diffusé sur M6.
- Envoyé spécial diffusé sur France 2.

### Parcours en radio
- 2014-2020 : co-animateur de l'émission quotidienne La Curiosité est un vilain défaut sur RTL

### Ouvrage
- Thomas Hugues et Benjamin Dard, Élections 2007 : les chiffres qui font débat, les réponses des candidats, Paris, Éditions Michel Lafon, coll. « Documents », 31 octobre 2006, 393 p. (ISBN 2-7499-0618-0)